# Red Joan
Red Joan è un film del 2018 diretto da Trevor Nunn. Il film si ispira alla storia di Melita Norwood, una spia britannica che fornì al KGB tra il 1937 e il 1972 delle informazioni importanti sul programma nucleare americano e su quello inglese.

## Trama
La vita tranquilla di Joan Stanley, scienziata in pensione, che vive in un sobborgo di Londra, viene improvvisamente sconvolta dall'arrivo della polizia che le notifica un'accusa di spionaggio e di alto tradimento per fatti accaduti negli anni successivi alla fine della seconda guerra mondiale. Inizia una sequenza di interrogatori e attraverso una serie di retrospezioni la donna racconta la storia della sua vita e le ragioni che l'hanno portata a "tradire". Giovane studentessa di fisica all'Università di Cambridge, durante la guerra conosce e fa amicizia con due cugini ebrei, Sonya, esuberante e vivace, e Leo, comunista, con il quale intreccerà una travagliata storia d'amore. Nonostante Leo la coinvolga nei movimenti socialisti dell'epoca, l'uomo non riuscirà mai a farla aderire completamente alla causa e, anzi, Joan se ne allontanerà. Dopo la laurea, Joan riuscirà ad essere assunta in un centro di ricerca nucleare inglese, dove scienziati compiono studi e ricerche per arrivare alla creazione della bomba atomica. Nonostante lavorare in un ambiente simile sia difficile per una donna a quel tempo, Joan riesce, grazie alla sua intelligenza e alle sue capacità, a dimostrarsi all'altezza del professore che dirige le ricerche, conquistando anche il suo amore. Una serie di circostanze farà sì che la donna consegni all'Unione Sovietica i segreti degli studi inglesi sulla bomba, agevolando la competizione di quel paese con l'occidente nella produzione di armi atomiche. Dopo tale azione Joan si rifugerà con il professore, accusato di tradimento, in Australia, dove si sposeranno. Dalla loro unione nascerà Nick, il figlio avvocato, che apprende solo ora la storia di sua madre, entrando in profonda crisi, quasi in contrasto con la madre e in dubbio, addirittura, se accettare la difesa legale della madre. Alla fine la donna, uscendo da casa, legge una dichiarazione ai molti giornalisti che la interrogano sulla vicenda: dichiara di avere agito in tale modo perché convinta che se tutti hanno le stesse conoscenze è più facile evitare un'altra guerra mondiale. Nick, si mette al fianco della madre, le stringe la mano e dichiara di essere il suo legale.

## Distribuzione
La pellicola è stata inizialmente distribuita il 7 settembre 2018, in occasione del Toronto International Film Festival. Nel Regno Unito la pellicola è stata distribuita a partire dal 19 aprile 2019 dalla Lionsgate, mentre in Italia da Vision Distribution, a partire dal 9 maggio dello stesso anno.